# چهاربرج (فلاورجان)
چهاربرج روستایی در دهستان گرکن شمالی بخش پیربکران شهرستان فلاورجان استان اصفهان ایران است.

## جمعیت
بر پایه سرشماری عمومی نفوس و مسکن در سال ۱۳۹۵ جمعیت این روستا ۸۳ نفر (۲۷خانوار) بوده‌است.

## بناهای تاریخی
«کبوترخانه چهار برج» یکی از بزرگ‌ترین و بی نظیرترین کبوترخانه‌های جهان است که در این روستا واقع شده‌است.
قدمت این بنا بر اساس نوع خاک و پوکی پله‌ها و فنداسیون آن حدود ۴۰۰ تا ۴۵۰ سال تخمین زده می‌شود. در کنار این کبوترخانه، یک کبوترخانه دیگر وجود دارد که به آن «کبوترخانه دختر» و به کبوترخانه بزرگتر «کبوترخانه مادر» گفته می‌شود. بخش وسیعی از کبوترخانه دختر به دلیل عدم توجه مردم و مسئولین تخریب شده‌است؛ و کبوترخانه مادر هم در حال تخریب است.
برج کبوترخانه چهاربرج پیربکران با حمایت مالی پست بانک فلاورجان در حال مرمت می‌باشد.
در حال حاضر شرکت تعاونی نصر پیربکران در حال احداث مجتمع گردشگری چهاربرج در این منطقه گردشگری می‌باشد.